# JOE
JOE (рекурсивный акроним от англ. Joe's own editor, «собственный редактор Джо») — консольный текстовый редактор, ориентированный на управление с помощью «горячих клавиш». Он был создан Джозефом Алленом (Joseph Allen) при участии Марека Грака (Marec Grac) и др. Это открытая и бесплатная программа, распространяемая под лицензией GNU GPL. Она реализована для всех Unix-подобных систем, также имеются версии для Mac OS X и BeOS.

## Возможности программы
- Редактирование нескольких файлов одновременно.
- Подсветка синтаксиса.
- Поддержка UTF-8.
- Настройка «горячих клавиш».